# Massacre de My Trach
 (avril 2025).

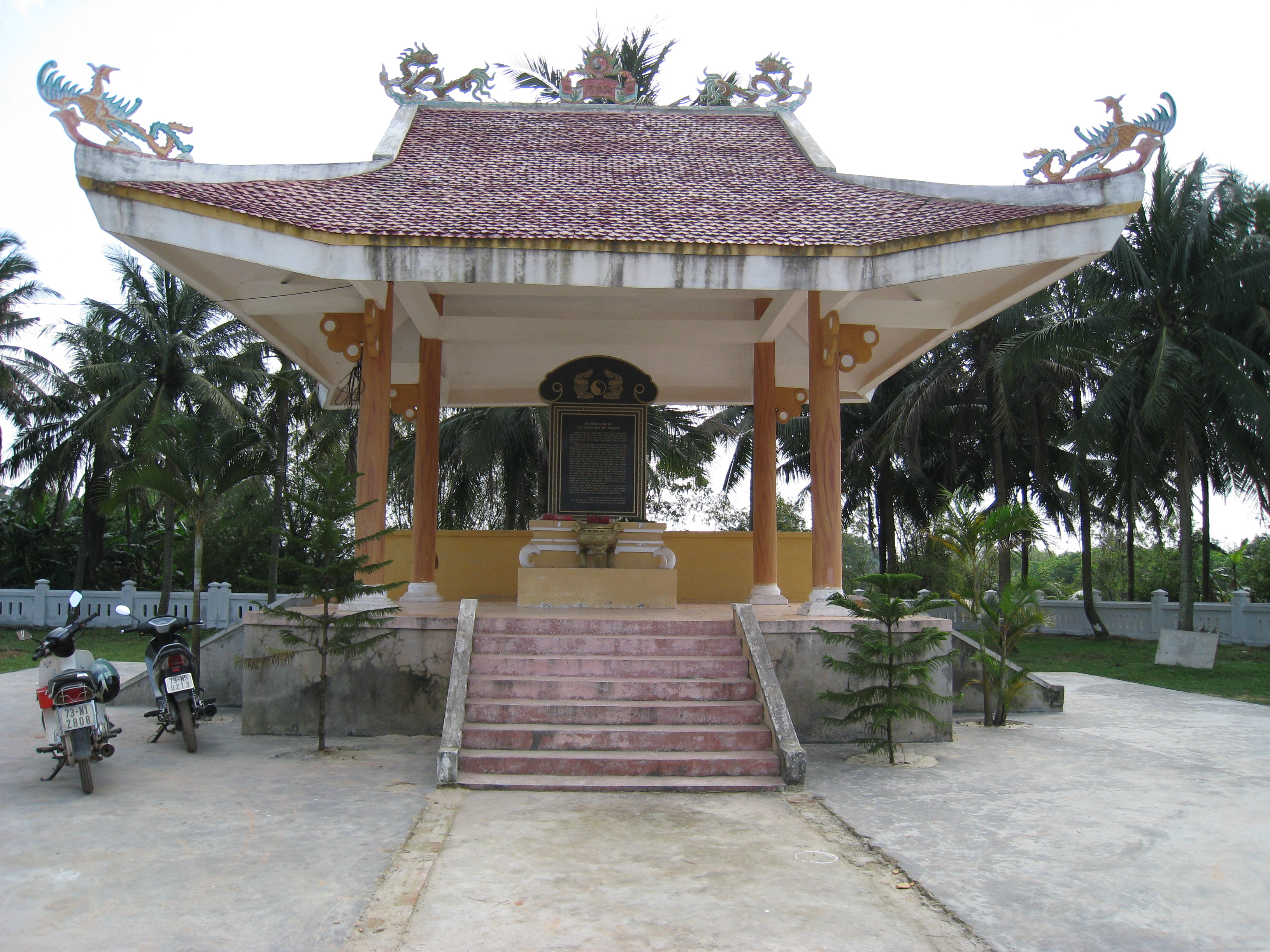
Mémorial des victimes à Lê Thuy, Quang Binh.

Le massacre de My Trach est un massacre perpétré par l'armée française au village de Mỹ Trạch, dans le district de Lệ Thủy, province de Quảng Bình pendant la guerre d'Indochine.
Ce massacre a été perpétré entre 1h et 2h du matin le 29 novembre 1947. Plus de 300 personnes âgées, enfants et femmes sans armes, soit la moitié des habitants du village, ont été tués par les soldats français.
Un parc commémoratif a été créé à la mémoire des victimes.

## Contexte historique
À la fin des années 1940, la guerre d’Indochine opposait les forces du Việt Minh, luttant pour l’indépendance du Vietnam, à l’armée coloniale française. Le village de My Trach se trouvait dans une région stratégique proche de Hué, souvent traversée par les troupes françaises et cible de représailles pour les activités insurgées des partisans Việt Minh.
Dans ce climat de méfiance et de violence généralisée, les villages accusés de collaborer avec le Việt Minh faisaient souvent face à des représailles brutales.

## Déroulement des événements
Le matin du 29 avril 1947, des troupes françaises sont arrivées dans le village de My Trach, probablement en représailles contre les actions de guérilla dans la région. Les soldats ont rassemblé les habitants dans un endroit central du village sous le prétexte d’une réunion.
Ensuite, les forces françaises ont exécuté sommairement les civils, utilisant des armes automatiques et des grenades. Des témoins survivants ont rapporté que les victimes étaient souvent abattues en masse et que certains corps étaient incendiés pour effacer les preuves. Cette opération visait ostensiblement à intimider les insurgés et leurs partisans, mais elle s’est traduite par une violence indiscriminée contre une population principalement non combattante.

## Bilan humain et conséquences
Le massacre de My Trach a fait environ 326 morts, bien que les chiffres varient selon les sources. Parmi les victimes figuraient des femmes enceintes, des enfants et des personnes âgées, la plupart n’ayant aucun lien direct avec les activités du Việt Minh.
L’événement a eu des répercussions profondes sur la communauté locale. Le village de My Trach a été en grande partie détruit, laissant des survivants traumatisés. L’incident est resté un symbole de la brutalité de la guerre et a alimenté le ressentiment envers les forces françaises, renforçant indirectement le soutien populaire au Việt Minh.

## Reconnaissance et mémoire
Le massacre de My Trach est peu documenté dans les récits historiques dominants, bien qu’il figure parmi les nombreuses tragédies qui ont marqué la guerre d’Indochine. Au Vietnam, des commémorations locales sont organisées pour honorer les victimes et rappeler les atrocités de cette époque.
Des initiatives ont été entreprises par des chercheurs vietnamiens et des historiens pour inclure cet événement dans les archives internationales, mais il reste relativement méconnu en dehors du Vietnam. Le massacre soulève également des questions sur les limites de la guerre et les responsabilités dans les violences perpétrées contre des civils.

## Sources et références
- Nguyen Van Hung, Histoire des massacres coloniaux au Vietnam, 2005.
- Archives historiques de la province de Thua Thien-Hue.
- Témoignages recueillis par le Musée des Vestiges de Guerre, Hô Chi Minh-Ville.